# Llista de les banderes del Brasil
Aquesta és una llista que conté les diferents banderes que s'utilitzen o s'han utilitzat al Brasil.

## Bandera nacional
| Bandera            | Data                            | Ús                                           | Descripció |
| ------------------ | ------------------------------- | -------------------------------------------- | --- |
| Bandera del brasil | 1889, 1960, 1968, 1992-avui dia | Bandera nacional, d'estat, civil i de guerra | Formada per un disc blau que representa un cel estrellat amb 27 estels (que inclou la Creu del Sud) i abastat per una banda corba inscrita amb el lema nacional "ORDEM E PROGRESSO" ("Ordre i progrés"), dins d'un rombe groc sobre un camp verd. Fou oficialment adoptada el 19 de novembre de 1889. Proporcions 7:10. |

### Històriques
| Bandera                                                   | Data      | Ús                                            | Descripció |
| --------------------------------------------------------- | --------- | --------------------------------------------- | --- |
| Bandera del Brasil (1968–1992)                            | 1968–1992 | Bandera nacional                              | Mateix disseny que l'actual però amb només 23 estels. |
| Bandera del Brasil (1960–1968)                            | 1960–1968 | Bandera nacional                              | Mateix disseny que l'actual però amb només 22 estels. |
| Bandera del Brasil (1889–1960)                            | 1889–1960 | Bandera nacional                              | Mateix disseny que l'actual però amb només 21 estels. |
| Bandera del Brasil (1889)                                 | 1889      | Primera República Brasilera                   | Camp dividit en tretze franges horitzontals de la mateixa amplada intercalant els colors verd i groc. El quarter superior esquerra de color blau marí conté 21 estels blancs de cinc puntes.                                                  |
| Bandera del Brasil (1870–1889)                            | 1870–1889 | Imperi del Brasil                             | Camp verd, en representació de la dinastia Braganza, amb l'escut d'armes imperial dins d'un rombe groc que representa la dinastia dels Habsburg.                                                                                              |
| Bandera del Brasil (1822-1853)                            | 1822-1853 | Imperi del Brasil                             | Mateix disseny però amb diferències en l'escut. |
| Bandera del Brasil (1822)                                 | 1822      | Regne del Brasil                              | Estandard personal del príncep reial. |
| Bandera del Regne Unit de Portugal, el Brasil i l'Algarve | 1816–1822 | Regne Unit de Portugal, el Brasil i l'Algarve | Camp blanc amb l'escut del regne al centre. |
| Bandera del Brasil neerlandès                             | 1630-1654 | Brasil neerlandès o Nova Holanda              | Bandera de la Companyia Holandesa de les Índies Occidentals per als territoris que estaven sota el seu control al Brasil i que incorpora el monograma CIMD, per COMES IOHANNES MAURITIUS DOMINUS, i una corona en or al centre de la bandera. |
| Bandera dels prínceps del Brasil                          | 1692–1816 | Brasil colonial                               | Estendard dels prínceps del Brasil. Camp blanc amb l'esfera armil·lar d'or al costat del pal. |

## Propostes
| Bandera                                                 | Data | Ús                                      | Descripció                                                                                     |
| ------------------------------------------------------- | ---- | --------------------------------------- | ---------------------------------------------------------------------------------------------- |
|                                                         | 1888 | Proposta de Júlio César Ribeiro Vaughan | Bandera proposada per representar el Brasil, però finalment adoptada per l'estat de São Paulo. |
| Bandera del Brasil (proposta d'Antônio da Silva Jardim) | 1890 | Proposta d'Antônio da Silva Jardim      | Bandera proposada per representar el Brasil.                                                   |
| Bandera del Brasil (proposta de José Paranhos)          | 1890 | Proposta de José Paranhos               | Bandera proposada per representar el Brasil.                                                   |
| Bandera del Brasil (proposta d'Oliveira Valadão)        | 1890 | Proposta d'Oliveira Valadão             | Bandera proposada per representar el Brasil.                                                   |
| Bandera del Brasil (proposta de Wenceslau Escobar)      | 1908 | Proposta de Wenceslau Escobar           | Bandera proposada per representar el Brasil.                                                   |
| Bandera del Brasil (proposta d'Eurico de Góis)          | 1908 | Proposta d'Eurico de Góis               | Bandera proposada per representar el Brasil.                                                   |
| Bandera del Brasil (proposta d'Eurico de Góis)          | 1933 | Proposta d'Eurico de Góis               | Bandera proposada per representar el Brasil.                                                   |

## Personals

### Govern
| Bandera                             | Data          | Ús                          | Descripció |
| ----------------------------------- | ------------- | --------------------------- | --- |
| Estendard presidencial              | 1992–avui dia | Estendard presidencial      | Camp verd amb l'escut estatal al centre. Proporció 2:3. |
| Estendard del vicepresident         | 1992-avui dia | Estendard del Vicepresident | Camp groc amb vint-i-tres estels blaus de cinc puntes disposats en creu que divideix la bandera en quatre quarters iguals. Les armes nacionals se situen al mig del quarter superior esquerre. |
| Estendard del ministre de Defensa   | 1992–avui dia | Ministre de Defensa         | Camp groc amb vint-i-un estels blaus de cinc puntes disposats en creu. Al quarter superior esquerra s'hi situa l'escut nacional.                                                               |
| Bandera del Senat del Brasil        | 1992–avui dia | Senat federal               | Camp blau amb les armes nacionals al centre i les paraules "SENADO FEDERAL" en blanc sota d'elles.                                                                                             |
| Bandera del Tribunal Suprem Federal | 1958–avui dia | Suprem Tribunal Federal     | Camp groc amb un estel blau de cinc puntes al centre i envoltat per vint estels iguals més petits.                                                                                             |

## Divisió Administrativa

### Estats
| Bandera                                  | Data                      | Ús                           | Descripció |
| ---------------------------------------- | ------------------------- | ---------------------------- | --- |
| Bandera d'Acre                           | 1995-avui dia             | Acre                         | Formada per dos triangles rectangles, sent groc el superior i portant un estel vermell de cinc puntes i l'inferior de color verd. La proporció és 7:10. |
| Bandera d'Alagoas                        | 1963-avui dia             | Alagoas                      | Bandera rectangular dividida en tres franges verticals d'igual amplada, en vermell, blanc i blau. Al centre l'escut de l'Estat sense el lema. La proporció és 7:10. |
| Bandera d'Amapá                          | 2004-avui dia             | Amapá                        | Formada a partir dels colors blau, verd, groc i blanc, continguts a la bandera nacional, disposats en tres franges horitzontals més el negre. Hi afegeix la figura geomètrica de la fortalesa de São José, que va ser la raó i l'origen de l'evolució de la capital de l'estat, Macapá. La proporció és 7:10. |
| Bandera d'Amazones                       | 1982-avui dia             | Amazones                     | Dividida en tres franges horitzontals d'igual amplada, blanca-vermella-blanca. A la superior s'hi afegeix un quarter blau marí que conté vint-i-cinc estels blancs (una per cadascun del municipis existents el 1897), l'estel central més gros representa la capital, Manaus. Proporció 15:21 |
| Bandera de Bahia                         | 1960-avui dia             | Bahia                        | Quatre franges horitzontals alternes d'igual amplada en blanc i vermell, al quarter superior un triangle blanc sobre un camp blau marí. La proporció és 7:10. |
| Bandera de Ceará                         | 1922, 1967, 2007-avui dia | Ceará                        | Camp verd amb un gran rombe groc al centre que porta un disc blanc, que conté l'escut de l'estat de Ceará. La proporció és 7:10 |
| Bandera d'Espírito Santo                 | 1947-avui dia             | Espírito Santo               | Tricolor horitzontal de blau cel, blanc i rosa; carregat amb el lema "TRABALHA E CONFIA" (Treball i confiança) en blau cel centrat a la franja blanca. La proporció és 7:10 |
| Bandera de Goiás                         | 1919-avui dia             | Goiás                        | Vuit franges horitzontals alternes de verd i groc amb un rectangle blau al quarter superior esquerre carregat amb cinc estrelles blanques, quatre a cada costat i una més petita al centre. La proporció és 7:10 |
| Bandera de Maranhão                      | 1889-avui dia             | Maranhão                     | Nou franges horitzontals alternes sent quatre blanques, tres vermelles i dues negres. Al quarter superior esquerre, quew ocupa un terç de la longitud de la bandera i la meitat de la seva amplada, una estrella blanca centrada sobre fons blau marí. Fou creació de Joaquim de Sousa Andrade. La proporció és 7:10 |
| Bandera de Mato Grosso                   | 1890-avui dia             | Mato Grosso                  | Camp blau marí amb un gran rombe blanc al centre que conté una rodella verda amb un estel groc de cinc puntes. Fou dissenyada per Antônio Maria Coelho. La proporció és 7:10 |
| Bandera de Mato Grosso do Sul            | 1979-avui dia             | Mato Grosso do Sul           | Una banda diagonal blanca que irradia des de la cantonada inferior del costat esquerre fins al centre superior. El triangle superior és verd i el triangle inferior és blau amb un estel groc de cinc puntes a la cantonada inferior dreta. Fou dissenyada per un grup d'estudiants de la Universitat de São Paulo. La proporció és 7:10                                                                                             |
| Bandera de Minas Gerais                  | 1963-avui dia             | Minas Gerais                 | Un triangle vermell sobre camp blanc, envoltat de l'expressió llatina "LIBERTAS QUÆ SERA TAMEN" (Llibertat, encara que tard), lema de la Inconfidência Mineira. La proporció és 7:10. |
| Bandera de Pará                          | 1890-avui dia             | Pará                         | Camp vermell amb una banda blanca carregada amb un estel blau cel de cinc puntes al centre. L'autoria s'atribueix a Philadelpho de Oliveira Condurú. La proporció és 7:10. |
| Bandera de Paraíba                       | 1930, 1965-avui dia       | Paraíba                      | Bandera dividida verticalment en dos terços de color vermell i un terç de negre, aquest últim al costat del pal. A la part vermella hi ha la paraula "NEGO", escrita amb caràcters blancs, en la proporció d'una vintena part al conjunt. |
| Bandera de Paranà                        | 1892, 1947, 1990-avui dia | Paranà                       | Camp verd, travessat des de l'angle superior esquerre fins a la part inferior dreta per una gran banda blanca, que simbolitza el tròpic de Capricorn (que passa pel nord de l'estat), que inclou una rodella blava amb els cinc estels de la Creu del Sud separades per una banda blanca amb la paraula "PARANÁ" en verd. Envoltant la rodella, al costat dret, hi ha una branca de pi, i a l'esquerra, una branca d'herba mate.     |
| Bandera de Pernambuco                    | 1917-avui dia             | Pernambuco                   | Bandera bicolor horitzontal, sent la superior blava més gran i blanca la més petita. A la part superior l'arc de Sant Martí compost per tres colors, vermell, groc i verd, amb un estel de cinc puntes per sobre i un sol dins el semicercle, ambdós en groc, i, en la part inferior de la bandera una creu llatina en vermell al centre.                                                                                            |
| Bandera de Piauí                         | 1922, 2005-avui dia       | Piauí                        | Camp dividit en tretze franges horitzontals de la mateixa amplada intercalant els colors verd i groc. El quarter superior esquerra de color blau i amb una amplada de cinc franges horitzontals conté un estel blanc de cinc puntes i sota seu la inscripció "13 DE MARÇO DE 1823" en blanc. |
| Bandera de l'estat de Rio de Janeiro     | 1965-avui dia             | Rio de Janeiro               | Camp dividit en quatre quarts, 1r i 4t blancs i 2n i 3r blau cel. Al centre carrega l'escut de l'estat. |
| Bandera de Rio Grande do Norte           | 1957-avui dia             | Rio Grande do Norte          | Bandera dividida horitzontalment en dues parts iguals, sent verda la superior, i blanca la inferior. Al centre, un camp groc en forma d'escut, que serveix de fons per a l'escut de l'estat. |
| Bandera de Rio Grande do Sul             | 1966-avui dia             | Rio Grande do Sul            | Composta per tres barres de colors verd, vermell i groc, constituint la verda i la groga triangles rectangles i la vermella un quadrilàter ascendent entre els dos triangles. Centrat a la bandera, hi ha l'escut de l'Estat. |
| Bandera de Rondônia                      | 1981-avui dia             | Rondônia                     | Bandera que porta els quatre colors de la Bandera del Brasil, amb un camp blau marí ocupant la meitat superior, en sentit longitudinal, i al mig del quadrilàter, un estel blanc de cinc puntes. El camp verd ocupa l'àrea formada per les diagonals que van des de les vores inferiors del rectangle fins als punts inferiors de l'estel i fins al centre. Aquests dos polígons iguals, a dreta i a esquerra de l'estel, són grocs. |
| Bandera de Roraima                       | 1996-avui dia             | Roraima                      | Composta per tres barres de colors blau cel, blanc i verd, constituint la blau cel i la verda triangles rectangles i la blanca un quadrilàter ascendent entre els dos triangles. Centrat a la bandera, hi ha un estel groc que reposa sobre un filet de faixa vermella. |
| Bandera de Santa Catarina                | 1953-avui dia             | Santa Catarina               | Dividida per tres franges horitzontals d'igual amplada, les dues exteriors de color vermell i la central de color blanc; al centre un rombe verd clar que representa el color de Santa Caterina d'Alexandria, patrona de l'estat, amb les armes de l'estat. |
| Bandera de São Paulo                     | 1946-avui dia             | São Paulo                    | Camp dividit en tretze franges alternes de negre i blanc, al quarter de camp vermell una rodella blanca amb la silueta del Brasil en blau marí, i envoltat de quatre estels d'or, col·locats a cada cantó. |
| Bandera de Sergipe                       | 1920, 1952-avui dia       | Sergipe                      | Dividida en quatre faixes alternes de verd i groc. El quarter de camp blau i que fa la meitat de l'alçada de la bandera, carrega cinc estels blancs de cinc puntes, sent el central el doble de gran que els altres quatre. |
| Bandera de Tocantins                     | 1989-avui dia             | Tocantins                    | Composta per tres barres de colors blau marí, blanc i groc, constituint la blau marí i la groga triangles rectangles i la blanca un quadrilàter ascendent entre els dos triangles. Centrat a la bandera, hi ha un sol groc amb 8 puntes majors i 16 menors. |
| Bandera del Districte Federal del Brasil | 1969-avui dia             | Districte Federal del Brasil | Bandera de camp blanc amb la Creu de Brasili en groc al centre, que simbolitza el patrimoni indígena i la força que emana del centre en totes direccions, i dins un quadrat de color verd. |

### Municipals
Relació de banderes de les capitals d'estat per ordre alfabètic, per a veure la resta cal consultar l'article principal.
| Bandera                   | Data          | Ús                                         | Descripció |
| ------------------------- | ------------- | ------------------------------------------ | --- |
| Bandera d'Aracaju         |               | Aracaju (estat de Sergipe)                 | Bandera basada en la de l'estat, és a dir, amb quatre franges alternes d'igual amplada de verd i groc. Al quarter de camp blanc hi afegeix l'escut municipal. |
| Bandera de Belém          | 1971-avui dia | Belém (estat de Pará)                      | Bandera de camp blau marí amb l'escut municipal al centre. |
| Bandera de Belo Horizonte | 1995-avui dia | Belo Horizonte (estat de Minas Gerais)     | Bandera de camp blanc amb l'escut del municipi al centre. Proporcions 19:13. |
| Bandera de Boa Vista      |               | Boa Vista (estat de Roraima)               | Bandera dividida horitzontalment en dues meitats, sent groga la inferior i verda la superior, on carrega un estel blanc de cinc puntes que reposa sobre un Faixa (heràldica) també blanc. |
| Bandera de Campo Grande   | 1995-avui dia | Campo Grande (estat de Mato Grosso do Sul) | Bandera de camp blau travessat per vuit bandes grogues plenes de vermell, disposades de dues en dues verticalment, horitzontal, en banda i en barra i partint d'un rectangle groc central que conté l'escut municipal.                                                                              |
| Bandera de Cuiabá         | 1972-avui dia | Cuiabá (estat de Mato Grosso)              | Bandera dividida en dues franges verticals, una verda al costat del pal i l'altra blanca. A la línia divisòria entre les dues parts hi ha l'escut municipal. |
| Bandera de Curitiba       | 1967-avui dia | Curitiba (estat de Paraná)                 | Bandera de camp verd amb vuit franges blanques fimbriades de vermell formant una creu i un sautor. Al centre un rectangle blanc amb l'escut d'armes. Proporcions 7:10. |
| Bandera de Florianópolis  | 1976-avui dia | Florianópolis (estat de Santa Catarina)    | Bandera de camp blanc amb dues estretes faixes vermelles a prop de la vora i l'escut d'armes municipal al centre. |
| Bandera de Goiânia        |               | Goiânia (estat de Goiás)                   | Mateix disseny que la de Curitiba en la que canvia l'ordre de color de les franges i l'escut d'armes central. |
| Bandera de João Pessoa    |               | João Pessoa (estat de Paraíba)             | Bandera dividida horitzontalment en set franges alternes, quatre blanques i tres vermelles, aquestes fimbriades de negre. També una franja vertical negra al centre sobre la qual hi ha tres torres emmerletades en forma de corona de color plata.                                                 |
| Bandera de Macapá         |               | Macapá (estat d'Amapá)                     | Dividida horitzontalment en tres franges vermella, groga i verda d'igual mida; sent la central fimbriada en blanc. Al centre de la bandera hi ha la figura d'una torreta de vigia en color gris. |
| Bandera de Maceió         | 1962-avui dia | Maceió (estat d'Alagoas)                   | Dividida horitzontalment en tres franges verda, blanca i blau cel d'igual mida; sent la franja central travessada per un filet de faixa ondulada vermella. Al centre i damunt de tot una rodella blanca amb l'escut d'armes del municipi.                                                           |
| Bandera de Manaus         | 2003-avui dia | Manaus (estat d'Amazones)                  | Bandera de camp beix amb l'escut municipal al centre. |
| Bandera de Natal          | 1959-avui dia | Natal (estat de Rio Grande do Norte)       | Bandera dividida horitzontalment en dues meitats, verda la superior i blanca la inferior, i l'escut municipal al centre. |
| Bandera de Palmas         |               | Palmas (estat de Tocantins)                | Bandera de camp blanc amb dues faixes estretes blaves a la meitat inferior i un sol groc a la meitat superior, igual que a la bandera de l'estat. |
| Bandera de Porto Alegre   | 1974-avui dia | Porto Alegre (estat de Rio Grande do Sul)  | Bandera de camp blanc amb l'escut municipal al centre. |
| Bandera de Porto Velho    | 1914-avui dia | Porto Velho (estat de Rondônia)            | Bandera de camp blau amb una franja vertical groga al costat del pal on hi ha representat de forma estilitzada i en negre el monument històric de Três Marias. |
| Bandera de Recife         | 1973-avui dia | Recife (estat de Pernambuco)               | Bandera dividida en tres franges verticals, blava les dels extrems i blanca la central. Carrega a la primera franja un estel groc de cinc puntes; a la franja central un lleó d'or lampassat en roig i coronat, aguantant una creu llatina vermella; i a la tercera franja un sol groc de 16 raigs. |
| Bandera de Rio Branco     |               | Rio Branco (estat d'Acre)                  | Bandera de camp blanc amb l'escut d'armes del municipi al centre. |
| Bandera de Rio de Janeiro | 1908-avui dia | Rio de Janeiro (estat de Rio de Janeiro)   | Bandera de camp blanc amb un sautor blau cel i l'escut municipal en vermell, excepte l'esfera armil·lar amb les tres fletxes i el casquet frigi, que són de color blanc, al centre de la bandera.                                                                                                   |
| Bandera de Salvador       | 2006-avui dia | Salvador (estat de Bahia)                  | Bandera de camp blau amb un colom blanc que porta una branca d'olivera al bec. |
| Bandera de São Luís       | 1927-avui dia | São Luís (estat de Maranhão)               | Bandera de camp beix amb l'escut municipal al centre. |
| Bandera de São Paulo      | 1987-avui dia | São Paulo (estat de São Paulo)             | Bandera de camp blanc que presenta la creu de l'Orde de Crist en vermell amb els braços estesos i l'escut del municipi dins un cercle blanc vorejat de vermell sobre l'encreuament dels braços de la creu. Proporcions 14:20.                                                                       |
| Bandera de Teresina       | 1973-avui dia | Teresina (estat de Piauí)                  | Bandera quarterada en sautor de colors blanc i blau i amb l'escut municipal al centre. |
| Bandera de Vitória        | 1978-avui dia | Vitória (estat d'Espírito Santo)           | Bandera de camp blanc amb l'escut municipal al centre. |

## Militars
| Bandera                                                        | Data          | Ús                                      | Descripció |
| -------------------------------------------------------------- | ------------- | --------------------------------------- | --- |
| Bandera del Cap d'estat major de les Forces Armades del Brasil |               | Cap d'Estat Major de les Forces Armades | Camp dividit verticalment en dues meitats, l'esquerra de color groc amb l'escut i la dreta dividida en tres franges verda, blanca i blava. |
| Bandera de l'Exèrcit de terra                                  |               | Exèrcit de terra                        | Camp blanc amb l'escut d'armes de l'exèrcit al centre.                                                                                     |
| Bandera de la Marina del Brasil                                |               | Marina del Brasil                       | Camp gris amb l'escut d'armes de la marina.                                                                                                |
| Bandera del Cos de marines                                     |               | Cos de marines                          | |
| Bandera de proa                                                | 1847-avui dia | Bandera de proa                         | Camp blau marí amb vint-i-un estels blancs de cinc puntes disposats en creu.                                                               |

### Personals
| Bandera                                      | Data          | Ús                                  | Descripció |
| -------------------------------------------- | ------------- | ----------------------------------- | --- |
| Bandera del Comandant de l'Exèrcit           | 1999-avui dia | Comandant de l'Exèrcit de terra     | Dividida verticalment en dues meitats, a l'esquerra l'escut d'armes de l'exèrcit i a la dreta quadre franges horitzontals, dues de vermelles i dues de blaves.                  |
| Bandera del Comandant de la Marina           | 1999-avui dia | Comandant de la Marina              | Camp blau marí amb vint-i-un estels blancs de cinc puntes disposat en creu. |
| Bandera del Comandant de l'Exèrcit de l'aire | 1999-avui dia | Comandant de l'Exèrcit de l'aire    | |
| Bandera d'Almirall de flota                  |               | Almirall de flota                   | Camp blau amb vint-i-un estels blancs de cinc puntes disposat en creu i cinc més al quarter superior esquerra.                                                                  |
| Bandera d'Almirall                           |               | Almirall                            | Camp blau amb vint-i-un estels blancs de cinc puntes disposat en creu i quatre més al quarter superior esquerre i una àncora a l'inferior esquerre.                             |
| Bandera de Vicealmirall                      |               | Vicealmirall                        | Camp blau amb vint-i-un estels blancs de cinc puntes disposat en creu, tres més al quarter superior esquerre, una al quarter superior dreta i una àncora a l'inferior esquerre. |
| Bandera de Vicealmirall                      |               | Vicealmirall quan comanda una força | Camp blau amb vint-i-un estels blancs de cinc puntes disposat en creu, tres més al quarter superior esquerre i una àncora a l'inferior esquerre.                                |
| Bandera de Contraalmirall                    |               | Contraalmirall                      | Camp blau amb vint-i-un estels blancs de cinc puntes disposat en creu i dues més al quarter superior esquerre.                                                                  |

## Organitzacions polítiques
| Bandera                                              | Data | Ús                                       | Descripció                                                                                   |
| ---------------------------------------------------- | ---- | ---------------------------------------- | -------------------------------------------------------------------------------------------- |
| Bandera del Partit Avante                            | 2017 | Avante                                   | Camp taronja amb el nom del partit en blanc i turquesa.                                      |
| Logotip del Partit Democracia Cristã                 | 2017 | Democracia Cristã                        | Camp blau marí amb el logotip i el nom del partit en blanc.                                  |
| Logotip del Partit del Treball                       | 2016 | Unidade Popular                          | Camp blanc i negre amb el logotip i el nom del partit en els mateixos colors.                |
| Logotip del Partit Socialdemòcrata de Lituània       | 2009 | Moviment Revolucionari - 8 d'octubre     | Camp verd i groc amb el logotip i les inicials del partit en vermell.                        |
| Logotip del Partit Partit Socialisme i Llibertat     | 2004 | Partit Socialisme i Llibertat            | Camp groc amb el logotip i el nom del partit en vermell.                                     |
| Logotip del Partit de la Causa Obrera                |      | Partido da Causa Operária                | Camp vermell amb el logotip i el nom del partit en groc.                                     |
| Logotip del Partit Socialista dels Treballadors Unit | 1994 | Partit Socialista dels Treballadors Unit | Camp vermell amb les inicials del partit en groc.                                            |
| Logotip del Partit Comunista del Brasil              | 1988 | Partit Comunista del Brasil              | Camp vermell amb les inicials i el nom del partit en blanc i la falç i el martell en groc.   |
| Logotip del Partit dels Treballadors                 | 1980 | Partit dels Treballadors                 | Camp vermell amb un estel blanc de cinc puntes que conté les inicials del partit en vermell. |
| Logotip del Partit Democràtic Laborista              | 1979 | Partit Democràtic Laborista              | Camp blanc amb una mà amb una rosa i les inicials del partit en blau marí.                   |

### Històriques
| Bandera                                    | Data      | Ús                                              | Descripció                                                                                           |
| ------------------------------------------ | --------- | ----------------------------------------------- | --- |
| Logotip del Partit Socialdemòcrata Cristià | 1995–2017 | Partit Socialdemòcrata Cristià                  | Camp groc travessat per una faixa blava amb les inicials del partit en blanc excepte la "S" en groc. |
| Logotip del Partit Social Liberal          | 1994-2022 | Partit Social Liberal                           | Inicials del partir en blau sobre dues franges ondulades de verd i groc.                             |
| Logotip del la Conferència de Vílnius      | 1989–2006 | Partit per la Reconstrucció de l'Ordre Nacional | Camp verd amb la figura del Brasil en groc que conté les inicials del partit en blanc.               |
| Bandera del Partit Demòcrata Cristià       | 1985–1993 | Partit Demòcrata Cristià                        | Mateix disseny que la del partit Socialdemòcrata Cristià per amb les inicials PDC.                   |
| Bandera de l'Aliança Renovadora Nacional   | 1966–1979 | Aliança Renovadora Nacional                     | Camp dividit en dues meitats groga i verda, i amb el logotip del partit en blanc al centre.          |
| Bandera de Lituània (1988-2004)            | 1932–1937 | Acció Integralista Brasilera                    | Camp blau marí amb un cercle blanc al centre que conté la lletra grega "Σ" (sigma) en negre.         |
| Bandera de Lituània (1988-2004)            | 1932–1937 | Acció Patrianovista Imperial Brasilera          | Camp blanc amb la creu de l'Ordre de Crist però amb els braços acabats en punta.                     |

### Moviments independentistes
| Bandera                                                   | Data          | Ús                                                                    | Descripció |
| --------------------------------------------------------- | ------------- | --------------------------------------------------------------------- | --- |
| Bandera de la República dels Pobles de l'Amazonia         |               | República dels Pobles de l'Amazonia - Movimento Amazônia Independente | Camp dividit horitzontalment en dues meitats, blanca la superior i vermella la inferior, carrega un estel blau cel de cinc puntes al quarter.                                                  |
| Bandera dels Estados Confederados do Equador              |               | Estados Confederados do Equador - Nordeste Independente               | Bandera tricolor horitzontal de blanc, negre i groc. Al quarter superior esquerra carrega un estel negre de nou puntes sobreposat a un altre de groc més petit.                                |
| Bandera de la República de São Paulo                      |               | República de São Paulo - Movimento República de São Paulo             | Mateixa bandera que la de l'estat de São Paulo, però al quarter hi ha la silueta de l'estat i no la del Brasil.                                                                                |
| Bandera de l'RSS de Lituània                              | 1992-avui dia | O Sul é o Meu País                                                    | Camp blau marí amb tres estels blancs de cinc puntes al quarter superior esquerre. |
| Bandera del Grupo de Estudos para o Nordeste Independente | 1992-2002     | Grupo de Estudos para o Nordeste Independente                         | Bandera tricolor vertical de blau marí, blanc i carabassa. |
| Bandera de la República de la Pampa                       | 1990          | República de la Pampa                                                 | Camp vermell amb una creu de groc i negre que arriba fins les vores i al centre forma una rodella de vora groga i camp blau marí que conté tretze estels blancs de cinc puntes.                |
| Bandera de l'Estat de la Unió de Jehovà                   | 1952-1953     | Estat de la Unió de Jehovà                                            | Camp verd travessat per una barra blanca. |
| Bandera de l'Estat Independent d'Acre                     | 1899-1900     | Estat Independent d'Acre                                              | Bandera dividida en diagonal formant dues meitats des del quarter superior esquerra, sent verda la meitat superior i groga la inferior.                                                        |
| Bandera de la República d'Acre                            | 1903          | República d'Acre                                                      | Mateix disseny que l'anterior però carrega un estel vermell de cinc puntes al quarter. |
| Bandera de la República de la Guiana Independent          | 1887–1904     | República de la Guiana Independent                                    | Camp dividit verticalment en dues parts, negra la del costat del pal i vermella l'altra. Al vol carrega un estel blanc de cinc puntes.                                                         |
| Bandera de la República Rio-Grandense                     | 1836–1845     | República Rio-Grandense                                               | Mateixa bandera de l'actual estat de Rio Grande do Sul però sense escut. |
| Bandera de la República Juliana                           | 1839          | República Juliana                                                     | Tricolor horitzontal de verd, blanc i groc. |
| Bandera del Principat de Trinidad                         | 1893–1895     | Principat de Trinidad                                                 | Bandera heràldica que reprodueix l'escut "d'or capat de gules". |
| Bandera de la Confederació de l'Equador                   | 1824          | Confederació de l'Equador                                             | |
| Bandera de la Inconfidência Mineira                       | 1789          | Inconfidência Mineira                                                 | Camp blanc amb un triangle equilàter verd i la inscripció llatina "LIBERTAS QUÆ SERA TAMEN" (Llibertat, encara que tard). Va esdevenir la base de l'actual bandera de l'estat de Minas Gerais. |

## Esportives

### Clubs Nàutics
| Bandera                                      | Data | Ús                               | Descripció |
| -------------------------------------------- | ---- | -------------------------------- | ---------- |
| Banderí del Cabanga Iate Clube de Pernambuco |      | Cabanga Iate Clube de Pernambuco |            |
| Banderí del Clube dos Jangadeiros            |      | Clube dos Jangadeiros            |            |
| Banderí del Clube Internacional de Regatas   |      | Clube Internacional de Regatas   |            |
| Banderí del Clube de Regatas Guanabara       |      | Clube de Regatas Guanabara       |            |
| Banderí del Clube de Aracaju                 |      | Clube de Aracaju                 |            |
| Banderí del Clube de Guaratuba               |      | Clube de Guaratuba               |            |
| Banderí del Clube de Santos                  |      | Clube de Santos                  |            |
|                                              |      | Clube do Espirito Santo          |            |
| Banderí del Clube Rio Janeiro                |      | Clube Rio Janeiro                |            |
| Banderí del Rio Yacht Club                   |      | Rio Yacht Club                   |            |
| Banderí del Veleiros do Sul                  |      | Veleiros do Sul                  |            |
| Banderí del Yacht Clube da Bahía             |      | Yacht Clube da Bahía             |            |
| Banderí del Yacht Club Paulista              |      | Yacht Club Paulista              |            |
| Banderí del Yacht Club Santo Amaro           |      | Yacht Club Santo Amaro           |            |